# 영주 금광리 의관댁
영주 금광리 의관댁(榮州 金光里 議官宅)은 대한민국 경상북도 영주시 평은면 금광리에 있는 건축물이다. 2010년 3월 11일 경상북도의 문화재자료 제569호로 지정되었다.

## 개요
이 가옥은 풍광이 수려한 인동장씨 집성촌인 금광리 마을의 동쪽 전면에 위치하고 있다. 마을을 감아 흐르는 내성천을 동쪽으로 바라보고 있는 입지 가 매우 훌륭하며, 민간가옥으로는 큰 규모에 해당한다. 정면 7칸 측면 4칸의 囗자형으로 조선 후기 경북 북부지방의 양반 가옥의 전형적인 형태로 보인다.
이 가옥의 창건이나 중창, 보수 등을 파악할 수 있는 현판이나 기문, 상량문 등의 방증 자료는 전혀 남아있지 않다. 다만 현 소유주 장재원의 9대조이자 입향조 장여화의 5세손인 장태안(?~1722)이 건립했다고 구전되고 있을 뿐이다. 이 집을 창건한 장태안이나 이곳에서 출생·성장했을 그의 직계 후손 가운데서 뚜렷한 족적을 남긴 인물은 보이지 않으며, 현 소유주의 증조인 익문이 고종 연간에 중추원 의관을 역임했던 사실이 확인된다.
사랑 좌측부분이 증축되기 전 평면은 시(尸)자형인 양날개집으로 다소 개조된 부분도 있으나 평상 형태인 사랑마루 구성과 사랑부분의 증축으로 인한 평면의 변화, 그리고 주맥을 잇기 위한 뒷마당의 비보구릉 등의 특색을 지니고 있다. 그리고 금광리에서 가장 규모가 크며 건립 연대가 오래된 가옥으로 보존할 가치가 있어 문화재자료로 지정한다.

## 참고 자료
- 영주 금광리 의관댁 - 국가유산청 국가유산포털